# Dale Jarrett
Pour les articles homonymes, voir Jarrett.
Statistiques en NASCAR Cup Series
Dernière mise à jour : 17 décembre 2016 
Dale Jarrett est un pilote américain de NASCAR né le 26 novembre 1956 à Newton, Caroline du Nord.

## Carrière
Il commence sa carrière en 1984 et remporte le championnat de la première division NASCAR Winston Cup en 1999. En 24 saisons, il totalise 32 victoires (dont 3 Daytona 500 en 1993, 1996 et 2000) et 260 top 10.

## Liens externes

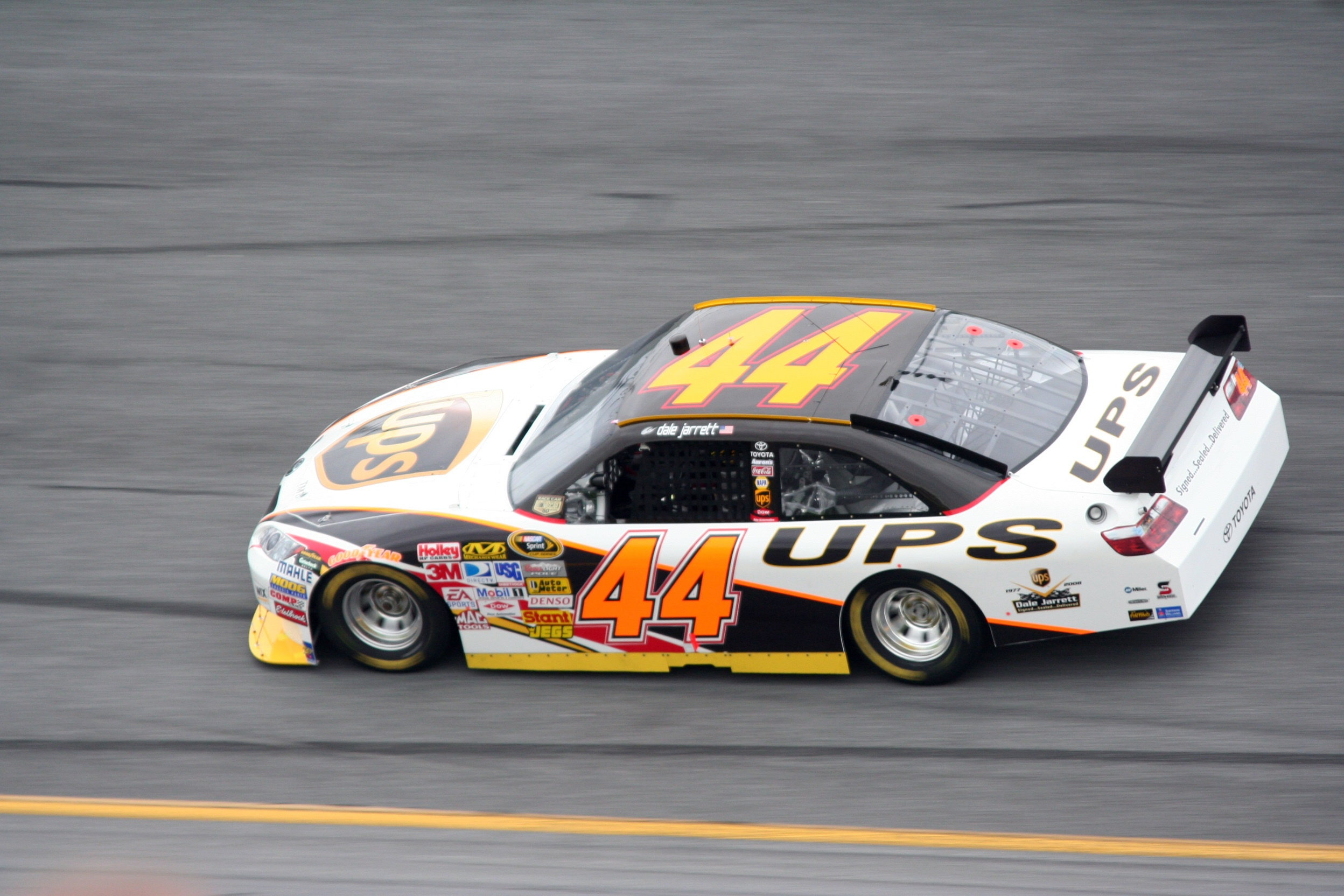
Voiture de Jarrett en 2008
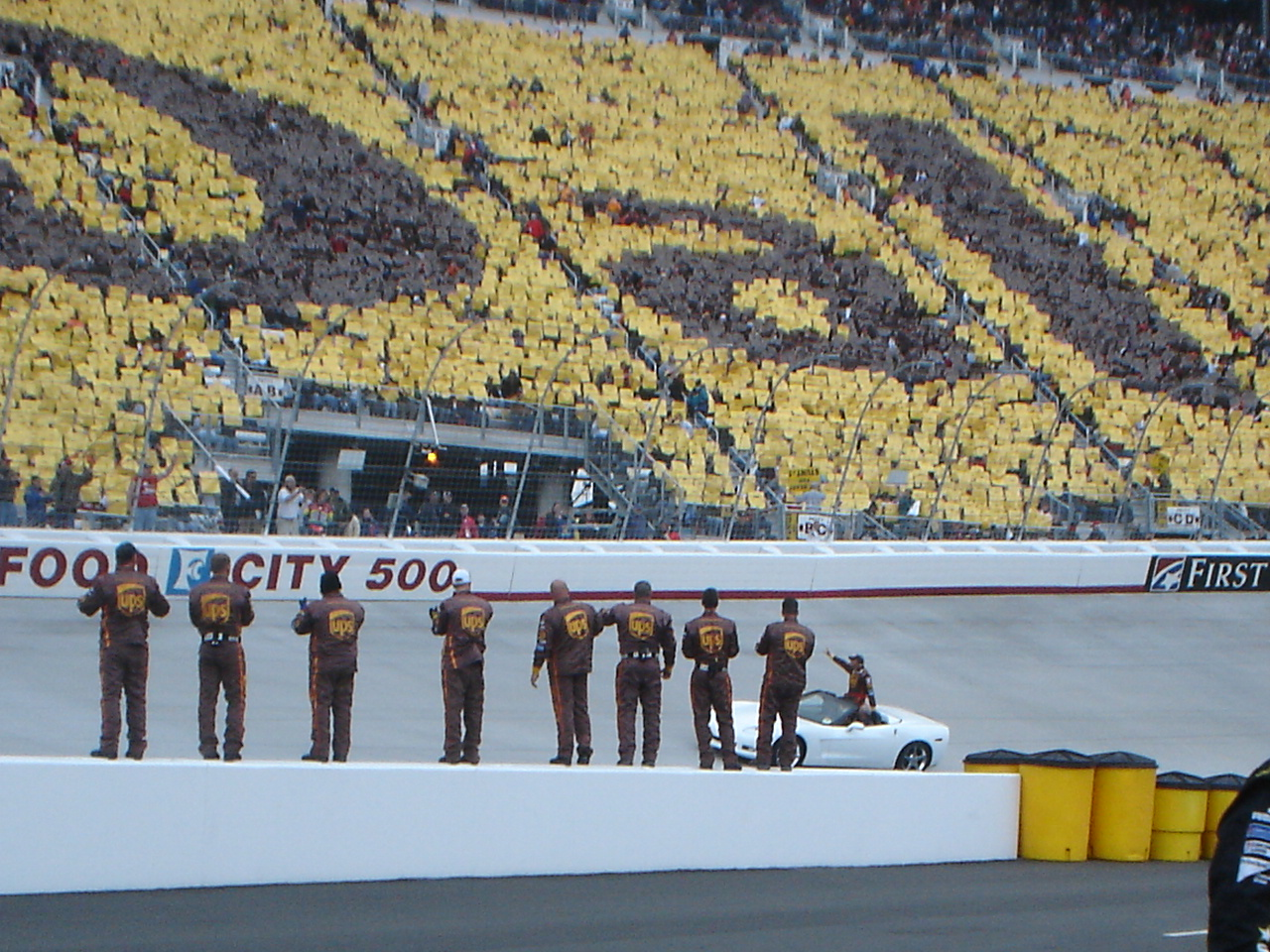
Adieux de Dale Jarrett